# 102 Miriam
102 Miriam este un asteroid din centura principală, descoperit pe 22 august 1868, de Christian Peters.